# Insitor
Dans la mythologie romaine, Insitor (du latin insitus, introduit, greffé) était une divinité rurale mineure, plus précisément le dieu de l'ensemencement et de la greffe.
Ce dieu, associé à Cérès, est célébré dans les flamen céréalis, ainsi que les 11 autres dieux assistants de Cérès.